# Василёво (Ленинградская область)
Василёво — деревня в Большедворском сельском поселении Бокситогорского района Ленинградской области.

## История
ВАСИЛЁВО — деревня Великодворского общества, прихода села Званы. Река Тихвинка. 

Крестьянских дворов — 18. Строений — 43, в том числе жилых — 26. 

Число жителей по семейным спискам 1879 г.: 29 м. п., 41 ж. п.; по приходским сведениям 1879 г.: 34 м. п., 46 ж. п.

В конце XIX века — начале XX века деревня административно относилась к Большедворской волости 3-го земского участка 1-го стана Тихвинского уезда Новгородской губернии.

ВАСИЛЁВО — деревня Великодворского сельского общества, число дворов — 13, число домов — 16, число жителей: 39 м. п., 52 ж. п.;
 
Занятия жителей — земледелие, пасека, лесные заработки. Речка Тихвинка. Часовня. (1910 год)

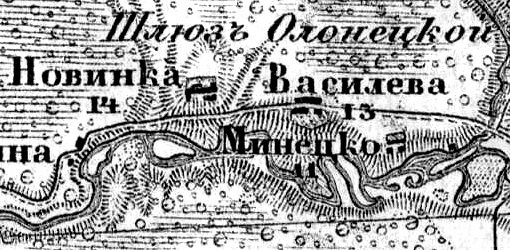
Деревня Василёво на карте 1913 года

Согласно карте Новгородской губернии 1913 года, деревня называлась Василёва и насчитывала 13 крестьянских дворов.
По данным 1933 года деревня Василёво входила в состав Великодворского сельсовета Тихвинского района.
По данным 1966, 1973 и 1990 годов деревня Василёво входила в состав Большедворского сельсовета Бокситогорского района.
В 1997 году в деревне Василёво Большедворской волости проживали 3 человека, в 2002 году — 6 человек (все русские). 
В 2007 году в деревне Василёво Большедворского СП проживал 1 человек, в 2010 году — 4.

## География
Деревня расположена в северо-западной части района к северу от автодороги 41К-035 (Большой Двор — Самойлово).
Расстояние до административного центра поселения — 13 км.
Расстояние до ближайшей железнодорожной станции Большой Двор — 10 км.
Деревня находится на правом берегу реки Тихвинка.

## Демография
| 1997 | 2002 | 2007 | 2010 | 2017 |
| ---- | ---- | ---- | ---- | ---- |
| 3    | ↗6   | ↘1   | ↗4   | ↘3   |